# ベツナウ原子力発電所
ベツナウ原子力発電所（ベツナウげんしりょくはつでんしょ）は、スイス、アールガウ州にある原子力発電所。アクスポ・ホールディングが所有、運転している。

## 概要
1号機は1969年、2号機は1972年に稼働開始。共にウェスティングハウス・エレクトリック社製の加圧水型原子炉で365MWの発電能力を有する。
福島第一原子力発電所の事故を受けて、2013年1月にスイス連邦原子力安全検査局は国内の原子力発電所の点検を指示、ベツナウ原子力発電所については順次稼働を停止した後に点検、改修が行われ、2015年12月に2号機、2018年3月に1号機の再稼働が認められた。1号機に関しては、緊急用電力供給システムの見直し、地震対策、原子炉格納容器の上蓋の取替などが行われる一方、原子炉格納容器の母材そのものの健全性について議論が行われたが、スイス連邦原子力安全検査局は最終的に発電所の安全性を承認。事実上、稼働しているものとしては世界最古の商用原子力発電所となった。1号機は、稼働後60年間の寿命が認められており、最大2030年まで運転が見込まれる。